# Distretto di Deutschlandsberg
Il distretto di Deutschlandsberg è un distretto amministrativo dello Stato di Stiria, in Austria.

## Geografia antropica
Il distretto è suddiviso in 15 comuni, di cui 1 con status di città e 10 con diritto di mercato.

### Città
- Deutschlandsberg

### Comuni mercato
- Eibiswald
- Frauental an der Laßnitz
- Groß Sankt Florian
- Lannach
- Pölfing-Brunn
- Preding
- Schwanberg
- Stainz
- Wettmannstätten
- Wies

### Comuni
- Sankt Josef (Weststeiermark)
- Sankt Martin im Sulmtal
- Sankt Peter im Sulmtal
- Sankt Stefan ob Stainz